# Wacław Sokolewicz
Wacław Sokolewicz, ps. Jastrząb (ur. 7 września 1877 w Warszawie, zm. wiosną 1940 w Charkowie) – podpułkownik farmaceuta Wojska Polskiego, działacz niepodległościowy, ofiara zbrodni katyńskiej.

## Życiorys
Syn Józefa i Barbary z Pawłowskich urodzony 7 września 1877 w Warszawie. W latach 1887–1894 ukończył pięć klas w III Gimnazjum w Warszawie. Od 1894 praktykował w warszawskich aptekach. W 1899 na Uniwersytecie Warszawskim zdał egzamin na stopień asystenta farmacji. W latach 1902–1905 ukończył cztery semestry na Wydziale Farmaceutycznym Uniwersytetu Warszawskiego. W latach 1905–1906 był członkiem Polskiej Partii Socjalistycznej – Frakcja Rewolucyjna na warszawskiej Woli, posługując się pseudonimem „Jastrząb”. W tym czasie zarządzał apteką Przeździeckiego, która była jednym z miejsc zebrań towarzyszy partyjnych i zakonspirowaną kryjówką dla poszukiwanych. Od 1 lipca 1907 zarządzał apteką Kowalewskiego w Warszawie. 25 lipca 1907 na Uniwersytecie Moskiewskim uzyskał dyplom prowizora farmacji. Od 1 lipca 1908 do 1 kwietnia 1919 zarządzał własną apteką w Łodzi. Od 15 grudnia 1915 był członkiem czynnym Polskiej Organizacji Wojskowej w okręgu łódzkim. Od 14 lipca do 7 sierpnia 1917 był więziony przez Niemców, a następnie internowany w Szczypiornie, a później w Havelbergu. 3 listopada 1917 został mu udzielony bezterminowy urlop z internowania. Po powrocie do Łodzi kontynuował działalność w POW. W listopadzie wziął udział w rozbrajaniu Niemców.
Od 1 października 1919, w stopniu porucznika aptekarza, pełnił służbę w Szpitalu Ujazdowskim w Warszawie. 7 listopada tego roku został przydzielony do Sekcji IV Departamentu Sanitarnego Ministerstwa Spraw Wojskowych na stanowisko referenta. 22 kwietnia 1920 został wyznaczony na stanowisko kierownika Wydziału I Sekcji III Dep. Sanit. MSWojsk. 22 kwietnia 1921 został zatwierdzony w stopniu majora aptekarza z dniem 1 kwietnia 1920, w grupie oficerów byłych Legionów Polskich. 3 maja 1922 został zweryfikowany w stopniu majora ze starszeństwem z dniem 1 czerwca 1919 i 1. lokatą w korpusie oficerów sanitarnych, grupa aptekarzy. Od 1923 do początku 1931 pełnił służbę w Departamencie Sanitarnym (Zdrowia) Ministerstwa Spraw Wojskowych w Warszawie, pozostając oficerem nadetatowym 1 batalionu sanitarnego.
31 marca 1924 prezydent RP nadał mu stopień podpułkownika ze starszeństwem z dnia 1 lipca 1923 i 1. lokatą w korpusie oficerów sanitarnych, grupa aptekarzy. 1 stycznia 1927 został wyznaczony na stanowisko kierownika referatu ogólnego w Wydziale III Dep. Sanit. MSWojsk. Z dniem 31 stycznia 1931 został przeniesiony w stan nieczynny, bez prawa do poborów, na okres 12 miesięcy. 
1 lutego 1931 jako oficer w stanie nieczynnym objął stanowisko naczelnika Wydziału Farmaceutycznego w Ministerstwie Spraw Wewnętrznych. 31 stycznia 1932 Minister Spraw Wojskowych przedłużył mu stan nieczynny o kolejnych osiem miesięcy. Z dniem 31 lipca 1932 został przeniesiony w stan spoczynku, w stopniu podpułkownika. W 1934 pozostawał na ewidencji Powiatowej Komendy Uzupełnień Warszawa Miasto III i posiadał przydział mobilizacyjny do Kadry Zapasowej 1 Szpitala Okręgowego w Warszawie. W tym też roku był członkiem Komitetu Stołecznego zbiórki na Fundusz Szkolnictwa Polskiego Zagranicą, którego zadaniem było m.in. uchronienie młodzieży polskiej na obczyźnie przed wynarodowieniem. Naczelnik Wydziału Nadzoru Farmaceutycznego w Departamencie Służby Zdrowia Ministerstwa Opieki Społecznej w Warszawie. W 1939 nie został zmobilizowany.
W czasie kampanii wrześniowej 1939 – po agresji ZSRR na Polskę – w nieznanych okolicznościach dostał się do niewoli sowieckiej. Przebywał w obozie w Starobielsku. Wiosną 1940 został zamordowany w Charkowie przez funkcjonariuszy NKWD i pogrzebany potajemnie w bezimiennej mogile zbiorowej w Piatichatkach, gdzie od 17 czerwca 2000 mieści się oficjalnie Cmentarz Ofiar Totalitaryzmu w Charkowie. Figuruje na tzw. liście Gajdideja (poz. 3159).
Postanowieniem nr 112-48-07 Prezydenta Rzeczypospolitej Polskiej Lecha Kaczyńskiego z 5 października 2007 został awansowany pośmiertnie na stopień generała brygady. Awans został ogłoszony 9 listopada 2007 w Warszawie, w trakcie uroczystości „Katyń Pamiętamy – Uczcijmy Pamięć Bohaterów”.
28 maja 1903 w Warszawie ożenił się z Leokadią z Schatzów, z którą miał córkę Jadwigę (ur. 6 września 1904). Leokadia Sokolewiczowa zmarła 25 kwietnia 1961 w Londynie i tam została pochowana, a jej symboliczny grób znajduje się w grobie rodziny Alojzego Schatza na cmentarzu Powązkowskim w Warszawie.

## Ordery i odznaczenia
- Krzyż Niepodległości – 20 lipca 1932 „za pracę w dziele odzyskania niepodległości”[36]
- Krzyż Walecznych po raz pierwszy – 3 lipca 1923[37]
- Złoty Krzyż Zasługi – 10 listopada 1928[38][39]
- Medal Pamiątkowy za Wojnę 1918–1921
- Medal Dziesięciolecia Odzyskanej Niepodległości
- Krzyż Legionowy[40]
- Odznaka pamiątkowa Polskiej Organizacji Wojskowej[40]
- Odznaka Pamiątkowa Więźniów Ideowych[41]
- rumuński Order Zasługi Medycznej I klasy[42]